# Автомобильный туризм
Автомобильный туризм — путешествия людей в страны или местности, отличные от их постоянного места жительства, в которых основным средством передвижения выступает частный или арендованный автомобиль. Автомобильные путешествия являются разновидностью туризма.

## История автомобильного туризма
Первые путешествия на личном автотранспорте стали совершаться по мере развития автомобильной промышленности в начале XX века, но наибольшую популярность этот вид туризма приобрел в послевоенное время. В этот период автомобильные компании стали активно выпускать новые модели личного транспорта, а государства — строить протяженные автострады.
Наиболее динамично автотуризм развивался в США, где в середине XX века в связи со стремительным ростом благосостояния граждан и налаженным автомобилестроением путешествия на личном транспорте приобрели массовый характер.
Сегодня услуги по туристическим поездкам на машине предоставляют специализированные агентства. Они занимаются разработкой маршрутов, подбором отелей, кемпингов и хостелов, бронированием паромов и оформлением виз. Тем не менее, наиболее привлекательным этот вид путешествий стал именно по той причине, что туристы имеют возможность планировать свою поездку самостоятельно и без посторонней помощи, не подстраиваясь под расписания поездов и самолётов.
Одним из популярных видов автомобильного туризма было и остается путешествие Караванинг и Сафари. Многие туристические компании предлагают в качестве особой услуги путешествие на машине по Африке. Самой подходящей для этого машиной является внедорожник. Классическим примером внедорожника для такого рода путешествий можно назвать неприхотливую и выносливую машину Defender.

## Автомобильный туризм в России

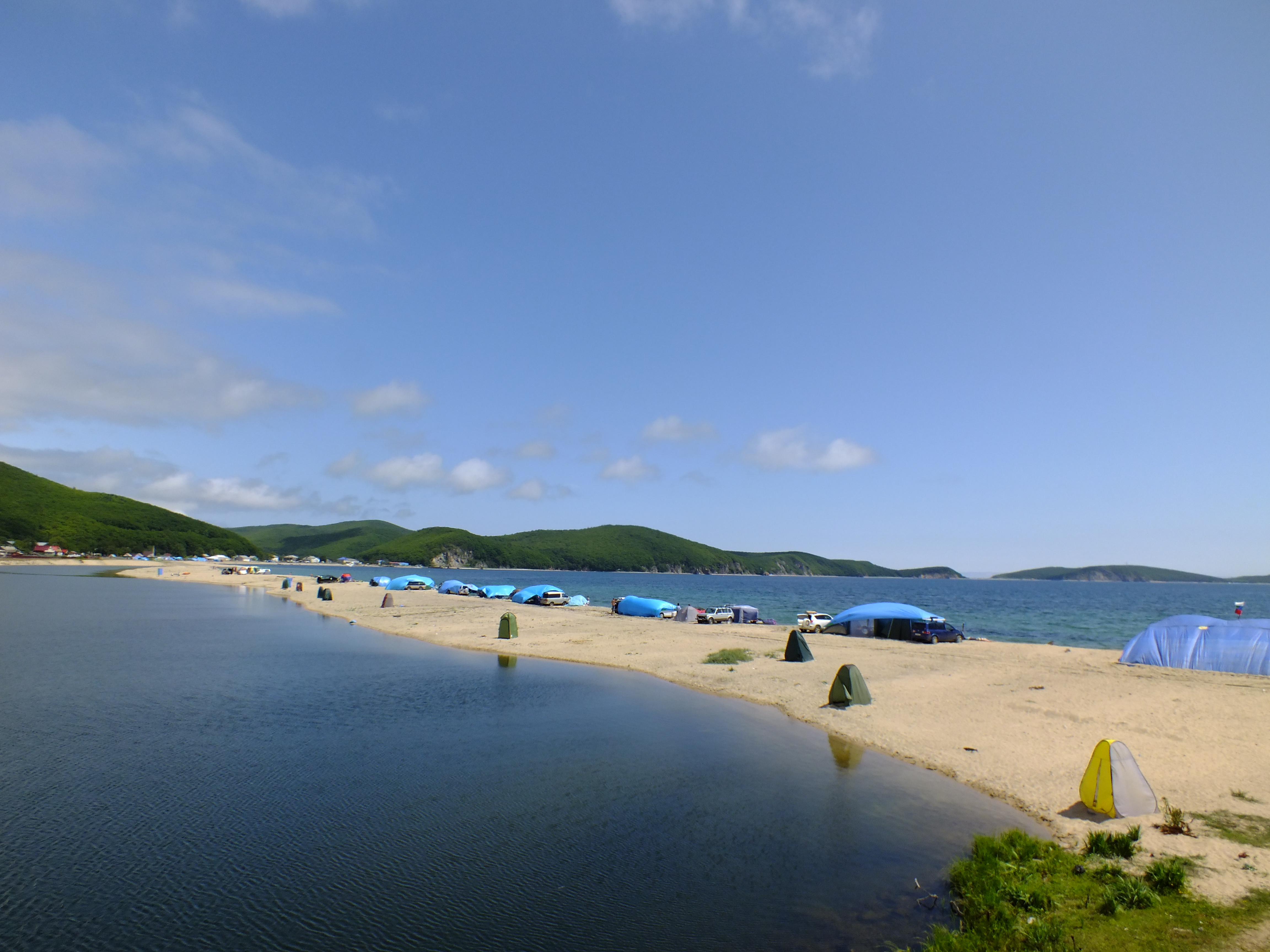
На Дальнем Востоке России популярны поездки на побережье Японского моря. Залив Владимира, палаточный «город» на пляже.

В СССР автотуризм развивался значительно медленнее и сильно уступал в масштабности США и Европе в силу того, что легковые автомобили долгое время были недоступны для широких слоев населения. Лишь после Второй Мировой войны ситуация начинает меняться. Появляются новые модели легковых автомобилей, которые поступают в широкую продажу. С автомобилизацией населения начинает развиваться и автотуризм, хотя он по-прежнему не так распространен, как на Западе. Тема автотуризма начинает находить отражение в художественных фильмах того времени: «К Чёрному морю» (1957), «Шофёр поневоле» (1958), «Три плюс два» (1962) и др. В 50-е годы также была предпринята попытка организовать прокат автомашин для населения, но она не увенчалась успехом. А с появлением завода АвтоВАЗ в 1970-м году, когда легковой автомобиль вошел в большинство советских семей, автомобильный туризм приобрел массовый характер.
Долгое время автотуризм в СССР был исключительно внутренним, и только начиная с 90-х годов XX века россияне стали путешествовать за пределы страны.
Наиболее популярными направлениями российских автопутешественников являются города Золотого кольца, Республика Алтай, Карелия; в Европе — страны Скандинавии, Австрия, Германия, Италия, Испания, Франция.
Экспертное сообщество Общенациональной ассоциации Автомототуризма и караванинга в 2020 году определило 7 самых популярных межрегиональных маршрута: "Заповедные земли Русского севера", "Чуйский тракт", "Ладожское кольцо", "Легенды Эльбруса", "Золотое кольцо России", "Сибирский тракт", "Государева дорога".
В 2008 году в России был зафиксирован существенный рост внутреннего автомобильного туризма в Краснодарском крае.

## Караванинг
Караванинг от англ. caravaning, синоним: эрвинг (RVing — производный глагол от англ. recreational vehicle) — автомобильный туризм, путешествие с проживанием в автодомах или автоприцепах.
Караванинг является одним из самых популярных видов автомобильного туризма для жителей Европы и США, где хорошо развита система кемпингов.